# Maturité du raisin

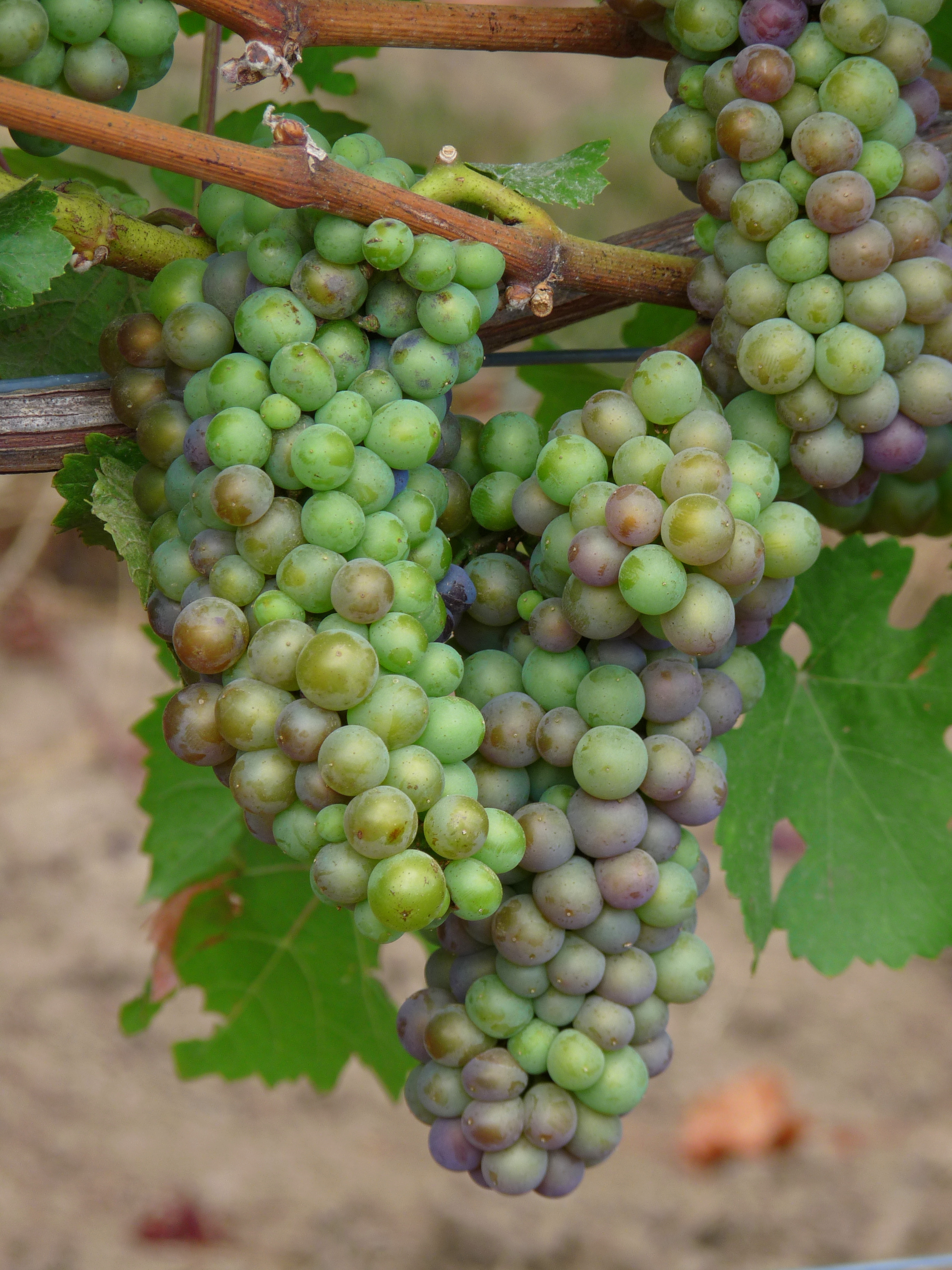
Le pinot noir en début de véraison.

La maturité du raisin est un élément prépondérant pour l'évaluation de la date des vendanges.

## Historique
L'ampélographe français Victor Pulliat crée à Chiroubles, une grande collection de vignes françaises et étrangères à partir de laquelle il dresse en 1879 l'échelle de maturité des cépages qui classe les cépages selon leur date de maturation par rapport à un cépage précoce, le chasselas doré. L'échelle ou la classification de Pulliat classe ce chasselas en première époque, tandis que les raisins qui mûrissent 12 à 15 jours plus tard sont classés en deuxième époque et ainsi de suite.
Le changement climatique a un impact sur les caractéristiques des raisins, en particulier parce que leur maturité tannique (et aromatique) et leur maturité sucrée ne coïncident plus dans le temps, le climat plus chaud avançant la date de la seconde maturité.

## Types de maturité
« L'observation montre l'existence de maturités très différentes dans leurs objectifs, dans leurs motivations et donc dans leurs estimations ». Il existe plusieurs types de maturités :

### Maturité physiologique
C'est le moment où les pépins sont prêts à germer, après la véraison. Cette maturité n'a pas d'incidence œnologique.

### Maturité phénologique
C'est le stade phénologique de la vigne correspondant à la maturation (après la véraison et avant la chute des feuilles).

### Maturité technologique
Cette maturité, appelée aussi maturité sucrée ou maturité alcoolique, est liée au rapport des concentrations [sucre] / [acidité totale]. Le vigneron l'estime avec un réfractomètre qui mesure le taux du sucre du raisin.

### Maturité aromatique
La maturité aromatique, correspond à la concentration optimale en arômes variétaux et en tannins.

### Maturité polyphénolique
La maturité polyphénolique ou maturité tannique représente la période correspondant à des pellicules riches en anthocyanes, en tannins peu astringents (tannins moins désagréables en bouche parce qu'ils s'oxydent lorsque les membranes des cellules pelliculaires se dégradent, devenant extractibles et évitant la sous-maturité qui donne le goût herbacé — type poivron vert — et les vins « durs ») et à des pépins devenus relativement pauvres en tanins astringents (tannins qui se combinent avec des polysaccharides, des protéines et d'autres polyphénols). Cette propriété liée au contenu phénolique du vin contribue à la maturité aromatique et à la structure organoleptique du vin. Si la maturité polyphénolique est dépassée (surmaturité recherchée pour les vendanges tardives qui obtiennent une oxydation limitée lors du pressurage, ce qui favorise la stabilité finale du vin sans nuire à ses qualités organoleptiques), le vin peut être décevant car tous les tannins se sont oxydés et condensés.

### Maturité médiatique
La maturité médiatique exploite certaines dates-symboles (vendanges d'août, du 31 décembre…) comme élément de promotion commerciale.

### Maturité œnologique
C'est la seule maturité qui a un sens pour le vinificateur. Elle prend en compte l’ensemble des maturités en fonction du type de vins recherchés. Le vinificateur cherche à optimiser le moment de sa récolte par rapport à cette maturation.